# Per-Erik Lyrén
Per–Erik Lyrén, född 6 oktober 1976 i Kalix, Norrbottens län, är en svensk universitetslektor i beteendevetenskapliga mätningar, verksam som utredare vid Institutionen för tillämpad utbildningsvetenskap, Umeå universitet. 
Lyrén växte upp i Vitvattnet, Kalix kommun, och gick åren 1992–1995 i gymnasiet på Dragonskolan i Umeå. Han studerade sedan matematik och geografi vid Umeå universitet, där han tog gymnasielärarexamen. Lyrén arbetade 2002–2003 som provutvecklare, innan han 2004 antogs till forskarutbildning i utbildningsvetenskapliga mätningar – vari ingick en termin som gästforskare vid universitetet i Berkeley, Kalifornien.
Per-Erik Lyrén disputerade 2009 med avhandlingen A perfect score: validity arguments for college admission tests, och började 2012 arbeta som universitetslektor vid institutionen.
Åren 2015–2021 var Lyrén projektledare för Högskoleprovet.